# A-2000
La A-2000 es una carretera autonómica de la Red de carreteras de Andalucía que une Trebujena con Jerez de la Frontera.

El recorrido de la carretera es el siguiente:

km

- Datos: Q5547951